# Alexandre Léauté
Pour les articles homonymes, voir Léauté.
Alexandre Léauté, né le 12 octobre 2000 à Saint-Caradec,, est un coureur cycliste handisport français, en catégorie MC2 (hémiplégie modérée). Il est plusieurs fois champion paralympique, avec le titre de la poursuite C2 aux Jeux paralympiques d'été de 2021 à Tokyo et deux médailles d'or aux Jeux paralympiques d'été de 2024 à Paris. Lors de cette dernière édition, il se succède à lui-même lors de la poursuite, puis remporte le titre du contre-la-montre C2 en cyclisme sur route. Il compte de nombreux titres mondiaux, tant sur piste avec treize médailles d'or aux championnats du monde de paracyclisme sur piste que sur route avec sept titres lors des championnats du monde de paracyclisme sur route.

## Biographie
Alexandre Léauté a eu un accident vasculaire cérébral à sa naissance, ce qui a entraîné une atteinte partielle de la motricité du côté droit de son corps, diagnostiquée à ses deux ans. Il a perdu 95 % de sa puissance musculaire de ce côté et ne peut pédaler qu'avec une seule jambe, n'ayant ni force musculaire ni sensations sur la moitié de son corps. Il doit ainsi utiliser un système de freins et de vitesses qui sont placés à gauche.
Il prend part à ses premières compétitions à 14 ans en rejoignant le club de VCP Loudéac et commence la compétition sur route avec les valides. À l'âge de 17 ans, il s'engage dans les courses handi-sport avec des succès et rejoint la section handisport de l'URT Vélo 64, le club d'Urt dans les Pyrénées-Atlantiques.
En parallèle, il suit une scolarité classique et obtient un BTS de maintenance industrielle.
En 2018, il commence la piste et participe en janvier 2019 à sa première compétition internationale à Manchester au sein du pôle Espoirs.
Il décroche en septembre 2019 son premier titre de champion du monde sur route de la course en ligne lors des Mondiaux de paracyclisme à Emmen, aux Pays-Bas. Il prend également la quatrième place du contre la montre.
La saison suivante, il devient champion du monde de cyclisme sur piste dans deux disciplines, le kilomètre et l'omnium. Après l'obtention d'un BTS maintenance industrielle, il prend une année sabbatique pour se concentrer sur sa carrière sportive.
En juin 2021, il est double champion du monde sur route en s'imposant dans la course en ligne et le contre la montre. Il participe aux Jeux paralympiques de Tokyo en août en étant qualifié sur quatre épreuves (deux sur piste, deux sur route) dans la catégorie C2. Il s'impose en finale de la poursuite face à l'Australien Darren Hicks en établissant un nouveau record du monde en 3 min 31 s 478 (51,069 km/h de moyenne).
Lors des championnats du monde de paracyclisme 2022 à Saint-Quentin-en-Yvelines, il réalise une semaine parfaite en remportant les quatre épreuves individuelles auxquelles il participe, améliorant au passage ses records du monde de poursuite catégorie MC2 en 3 min 31 s 082
et du kilomètre MC2 en 1 min 08 s 365. Il établit également un nouveau record du monde du 200 m lancé en 11 s 212 lors des épreuves de l'omnium.
Dans le cadre des championnats du monde de cyclisme UCI 2023, qui se déroulent à Glasgow, il remporte quatre médailles dans les épreuves sur piste, l'or de la poursuite, le bronze du scratch remporté par son compatriote Florian Chapeau. Il enchaîne avec deux titres dans la même journée, le kilomètre et l'omnium. Lors des épreuves sur route, il remporte le contre la montre puis la course en ligne. Il est désigné en fin d'année Champion des champions para France de L'Équipe. C'est la première fois que le journal récompense un parasportif et une parasportive.
Lors des Jeux paralympiques de Paris 2024, il remporte la médaille d'or de la poursuite C2 le 30 août, la médaille de bronze du kilomètre C1-3 le 31 août, la médaille d’or du contre-la-montre C2 le 4 septembre et la médaille de bronze sur la course en ligne C1-3 le 7 septembre,. Lors des mondiaux, disputé conjointement aux championnats du monde de cyclisme sur route 2024, il obtient la médaille d'argent du contre la montre, devancé par le Belge Ewoud Vromant. Trois jours plus tard, il remporte le titre de la course en ligne, terminant en solitaire devançant de 45 secondes le Britannique Matthew Robertson. Ce titre est le septième sur route et le vingtième maillot arc-en-ciel.
En décembre 2024, il remporte le Vélo d'Or du meilleur paracyliste français.

## Palmarès handisport

### Jeux paralympiques
- Jeux paralympiques d'été de 2021 à Tokyo  Japon
  -  Médaille d'or de la poursuite C2
  -  Médaille d'argent du contre la montre C1-3
  -  Médaille de bronze du contre-la-montre C2 Cyclisme sur route
  -  Médaille de bronze de la course en ligne C1-3 Cyclisme sur route
- Jeux paralympiques d'été de 2024 à Paris  France
  -  Médaille d'or de la poursuite C2
  -  Médaille d'or du contre-la-montre C2 Cyclisme sur route
  -  Médaille de bronze du kilomètre C1-3
  -  Médaille de bronze de la course en ligne C1-3

### Championnats du monde de paracyclisme sur piste
- Championnats du monde de paracyclisme sur piste 2020 à Milton,  Canada
  -  Médaille d'or en 1km contre la montre C2
  -  Médaille d'or en omnium C2
  -  Médaille d'argent en poursuite C2
  -  Médaille de bronze en course scratch C2
- Championnats du monde de paracyclisme sur piste 2022 à Saint-Quentin-en-Yvelines  France
  -  Médaille d'or en 1km contre la montre C2
  -  Médaille d'or en poursuite C2
  -  Médaille d'or en course scratch C2
  -  Médaille d'or en omnium C2
- Championnats du monde de paracyclisme sur piste 2023 à Glasgow   Écosse
  -  Médaille d'or en poursuite C2
  -  Médaille d'or en 1km contre la montre C2
  -  Médaille d'or en omnium C2
  -  Médaille de bronze en course scratch C2
- Championnats du monde de paracyclisme sur piste 2024 à Rio de Janeiro  Brésil
  -  Médaille d'or en 1km contre la montre C2
  -  Médaille d'or en poursuite C2
  -  Médaille d'or en course scratch C2
  -  Médaille d'or en omnium C2

### Championnats du monde de paracyclisme sur route
- Championnats du monde de paracyclisme sur route 2019 à Emmen,  Pays-Bas
  -  Médaille d'or de la course en ligne C2
- Championnats du monde de paracyclisme sur route 2020 à Cascais,  Portugal
  -  Médaille d'or de la course en ligne C2
  -  Médaille d'or du contre-la-montre C2
- Championnats du monde de paracyclisme sur route 2022 à Baie-Comeau  Canada
  -  Médaille d'or de la course en ligne C2
  -  Médaille d'argent du contre-la-montre C2
- Championnats du monde de paracyclisme sur route 2023 à Glasgow  Écosse
  -  Médaille d'or de la course en ligne C2
  -  Médaille d'or du contre-la-montre C2
- Championnats du monde de paracyclisme sur route 2024 à Zurich  Suisse
  -  Médaille d'or de la course en ligne C2
  -  Médaille d'argent du contre-la-montre C2

### Championnats d'Europe de paracyclisme sur route
- Championnats d'Europe de paracyclisme sur route 2022 à Haute-Autriche,  Autriche
  -  Médaille d'or de la course en ligne C2
  -  Médaille d'or du contre-la-montre C2
- Championnats d'Europe de paracyclisme sur route 2023 à Rotterdam,  Pays-Bas
  -  Médaille d'or de la course en ligne C2
  -  Médaille d'or du contre-la-montre C2

## Décorations et distinctions
- Chevalier de la Légion d'honneur (2021)[29]
- Officier de l'ordre national du Mérite (2024)[30],[31]

- Champion des champions para France de L'Équipe (2023)
- Champion des champions para France de L'Equipe[32] (2024)
- Vélo d'or - Meilleur paracycliste français (2024)[33]

En 2023, il reçoit une Victoire de la Bretagne.